# Carlos Lampe
Carlos Emilio Lampe Porras (* 17. März 1987 in Santa Cruz de la Sierra) ist ein bolivianischer Fußballspieler, der zudem die argentinische Staatsangehörigkeit besitzt. Der Torwart spielt seit 2010 für die Bolivianische Fußballnationalmannschaft. 

## Karriere

### Verein
Carlos Lampe spielte in der Jugend des Club Blooming und wechselte 2006 in den Profikader des Universitario de Sucre. Dort absolvierte er allerdings kein Ligaspiel und wechselte und der Folgesaison zum Club Bolívar, wo er debütierte. Mit dem Klub schaffte er die Qualifikation zur Copa Sudamericana 2008, wechselte aber 2008 zu CD Guabirá. Dort schaffte es Lampe zum Stammtorwart und kehrte zu Universitario de Sucre zurück, wo er nun auch erster Torwart wurde. Er spielte in der Copa Libertadores 2009 und in der Copa Sudamericana 2010. 2011 wechselte der 1,92 m große Torwart zum Club San José. 2012 wurde er für sechs Monate an den Club Bolívar verliehen und kämpfte mit dem etatmäßigen Stammtorwart Romel Quiñonez um Einsätze. Zurück bei San José spielte Lampe neben der Liga auch international in der Copa Libertadores 2013, in der Copa Sudamericana 2014 und in der Copa Libertadores 2015, wobei es der Klub aus Bolivien nie weiter als in die Gruppenphase schaffte.
Nachdem er in den weiteren Planung des Klubs keine Rolle mehr spielen sollte, wechselte Lampe erst zu den Sport Boys Warnes, dann ein Jahr später zum chilenischen Klub CD Huachipato. Bei Huachipato zeigte er gute Leistungen und stellte den Vereinsrekord mit 463 Spielminuten ohne Gegentor auf. Dadurch wurde er auch zum Stammtorwart der bolivianischen Nationalmannschaft. Im Oktober 2018 wurde Lampe bis Jahresende an die Boca Juniors verliehen, um in der Copa Libertadores 2018 den etatmäßigen Torwart Esteban Andrada zu ersetzen. Dort schaffte es der argentinische Klub ins Finale, verlor dieses aber nach Verlängerung gegen den Erzrivalen River Plate.
2020 wechselte Carlos Lampe wieder in sein Heimatland zum Club Always Ready, mit dem er in der Apertura 2020 Meister wurde. Nach guten Leistungen in der Nationalmannschaft bei der Copa América verpflichtete der CA Vélez Sarsfield den Nationaltorwart im Juli 2021. Nach nur einem Ligaspiel für die Argentinier ging er zu Atlético Tucumán und kehrte 2023 zum Club Bolívar zurück.

### Nationalmannschaft
Mit der U-20 Boliviens nahm Carlos Lampe an der Südamerikameisterschaft 2007 teil, schied aber in der Gruppenphase aus.
Carlos Lampe debütierte im Februar 2010 in der A-Nationalmannschaft unter Erwin Sánchez, als er beim Freundschaftsspiel gegen Mexiko in der 65. Spielminute für Daniel Vaca eingewechselt wurde. Danach spielte er elf Spiele in der Weltmeisterschaft-Qualifikation 2018 und 16 Spiele in der Weltmeisterschaft-Qualifikation 2022. Beim 0:0-Unentschieden gegen Brasilien im Oktober 2017 zeigte er eine hervorragende Leistung, so dass ihm sogar der Gästetrainer Tite ein Lob aussprach. In beiden Qualifikation reichte es für Bolivien nur zu Platz 9 der Südamerika-Gruppe und damit nicht zur Teilnahme an den Endturnieren in Russland und Katar.
Carlos Lampe nahm an der Copa América Centenario 2016 und an der Copa América 2019 sowie Copa América 2021. Bei allen drei Turnieren spielte er drei Gruppenspiele, allerdings verlor das Team aus dem Andenstaat jeweils alle Turnierspiele und schied daher in der Gruppe als Letzter aus.

## Erfolge
Sport Boys
- Bolivianischer Meister: 2015/16-A

Always Ready
- Bolivianischer Meister: 2020-A

Club Bolívar
- Bolivianischer Pokalsieger: 2023